# جيم برنتيس
جيم برنتيس هو محامي وسياسي كندي، ولد في 20 يوليو 1956 في تيمينز في كندا، وتوفي في 13 أكتوبر 2016 في Winfield, British Columbia ‏ في كندا بسبب حوادث الطيران. نشط حزبياً في حزب المحافظين الكندي (7 ديسمبر 2003 – 7 ديسمبر 2003) والحزب الكندي التقدمي المحافظ (1976 – 1976).

## مناصب
- في الانتخابات الاتحادية الكندية 2008 [الإنجليزية]‏، انتخب عضو مجلس العموم الكندي عن دائرة Calgary Centre-North [الإنجليزية]‏ وقد انضم خلال فترته النيابية [الإنجليزية]‏ (14 أكتوبر 2008 – 1 مايو 2011) للكتلة البرلمانية حزب المحافظين الكندي.
- انتخب عضو مجلس العموم الكندي عن دائرة Calgary Centre-North [الإنجليزية]‏ وقد انضم خلال فترته النيابية [الإنجليزية]‏ للكتلة البرلمانية حزب المحافظين الكندي.
- انتخب عضو مجلس العموم الكندي عن دائرة Calgary Centre-North [الإنجليزية]‏ وقد انضم خلال فترته النيابية [الإنجليزية]‏ للكتلة البرلمانية حزب المحافظين الكندي.
- انتخب وزير الابتكار والعلوم والصناعة (كندا).
- انتخب عضو الجمعية التشريعية في ألبرتا ‏ (27 أكتوبر 2014 – 5 مايو 2015).
- انتخب Premier of Alberta [الإنجليزية]‏ (15 سبتمبر 2014 – 24 مايو 2015).
- انتخب عضو مجلس العموم الكندي (28 يونيو 2004 – 14 نوفمبر 2010).